# Diócesis de Baucau
La diócesis de Baucau (en latín: Dioecesis Baucana y en portugués: Diocese de Baucau) es una circunscripción eclesiástica latina de la Iglesia católica en Timor Oriental, sufragánea de la arquidiócesis de Dili. La diócesis es sede vacante desde el 30 de octubre de 2021.

## Territorio y organización
La diócesis tiene 5097 km² y extiende su jurisdicción sobre los fieles católicos de rito latino residentes en los distritos de: Baucau, Manatuto, Viqueque y Lautem.
La sede de la diócesis se encuentra en la ciudad de Baucau en la isla de Timor, en donde se halla la Catedral de San Antonio. 
En 2019 en la diócesis existían 21 parroquias.

## Historia
La diócesis fue erigida el 30 de noviembre de 1996 con la bula Quo aptius consuleretur del papa Juan Pablo II separando territorio de la diócesis de Dili (hoy arquidiócesis).
Originalmente inmediatamente sujeta a la Santa Sede, el 11 de septiembre de 2019 pasó a formar parte de la provincia eclesiástica de Dili.

## Estadísticas
De acuerdo al Anuario Pontificio 2020 la diócesis tenía a fines de 2019 un total de 320 255 fieles bautizados.
| Año                                                                             | Población            | Población | Población      | Sacerdotes | Sacerdotes    | Sacerdotes    | Bautizados por sacerdote | Diáconos permanentes | Religiosos | Religiosos | Parroquias |
| Año                                                                             | Bautizados católicos | Total     | % de católicos | Total      | Clero secular | Clero regular | Bautizados por sacerdote | Diáconos permanentes | Varones    | Mujeres    | Parroquias |
| ------------------------------------------------------------------------------- | -------------------- | --------- | -------------- | ---------- | ------------- | ------------- | ------------------------ | -------------------- | ---------- | ---------- | ---------- |
| 1998                                                                            | 208 279              | 224 917   | 92.6           | 35         | 12            | 23            | 5950                     |                      | 26         | 77         | 9          |
| 2001                                                                            | 245 748              | 253 959   | 96.8           | 36         | 17            | 19            | 6826                     |                      | 36         | 81         | 9          |
| 2002                                                                            | 253 120              | 265 389   | 95.4           | 35         | 12            | 23            | 7232                     |                      | 46         | 86         | 9          |
| 2012                                                                            | 351 000              | 366 000   | 95.9           | 61         | 27            | 34            | 5754                     |                      | 162        | 96         | 18         |
| 2015                                                                            | 316 734              | 333 485   | 95.0           | 74         | 35            | 39            | 4280                     |                      | 231        | 174        | 20         |
| 2019                                                                            | 320 255              | 322 300   | 99.3           | 65         | 31            | 34            | 4927                     |                      | 214        | 126        | 21         |
| Fuente: Catholic-Hierarchy, que a su vez toma los datos del Anuario Pontificio. |                      |           |                |            |               |               |                          |                      |            |            |            |

## Episcopologio
- Sede vacante (1996-2004)
- Basílio do Nascimento † (30 de noviembre de 1996-27 de febrero de 2004 nombrado obispo) (administrador apostólico)

- Basílio do Nascimento † (27 de febrero de 2004-30 de octubre de 2021 falleció)
  - Sede vacante (desde 2021)